# 5-й танковий корпус (СРСР)
5-й танковий Двинський Червонопрапорний, орденів Суворова і Кутузова корпус — оперативно-тактичне військове об'єднання, танковий корпус у складі Червоної армії періоду Другої світової війни.

## Історія
Формування корпусу розпочалось у квітні 1942 року на території Московської області. Основою для формування корпусу стали окремі танкові частини, що після важких боїв були виведені на відпочинок і поповнення. Після формування корпусу і короткого навчального періоду, корпус включено до складу Західного фронту.
Перебуваючи в оперативному підпорядкуванні командуючого 20-ю армією, корпус протягом кількох місяців вів затяжні бої в районі Ржева і Сичовки.
25 — 30 жовтня 1943 року до складу корпусу було передано 210 Т-34, 12 СУ-152, 16 СУ-85 і 21 СУ-76 танкової колони «За Нашу Перемогу».
При проведенні Режицько-Двинської наступальної операції військами 2-го Прибалтійського фронту в період з 17 по 28 липня 1944 року в районах станцій Бігосово, М. Пустиня, міст Дагда, Ліксна, Айспуришки корпус у важких боях втратив 142 танки, 18 САУ та іншу техніку.

## Склад корпусу
- Управління корпусу;
- 24-а танкова бригада;
- 41-а танкова бригада;
- 70-а танкова бригада;
- 5-а мотострілецька бригада;
- Корпусні частини:
  - 704-й окремий батальйон зв'язку (з 24.04.1943);
  - 188-й окремий саперний батальйон (з 25.05.1943);
  - 65-а окрема рота хімічного захисту (з 28.07.1943);
  - 5-а окрема автотранспортна рота підвозу ПММ (з 23.06.1943);
  - 89-а рухома ремонтна база (з 01.06.1942);
  - 109-а рухома ремонтна база (з 01.06.1942);
  - Окрема авіаланка зв'язку (з 25.05.1943);
  - 54-й польовий авто хлібозавод (з 25.05.1943);
  - 1934-а польова каса Держбанку.

## Командування корпусу

### Командири
- генерал-майор т/в Семенченко Кузьма Олександрович (з 19.04.1942 по 30.12.1942);
- полковник, з 07.02.1943 генерал-майор т/в Сахно Михайло Гордійович (з 01.01.1943 по 01.10.1944);
- полковник Бабицький Яків Іванович (з 02.10.1944 по 20.01.1945);
- полковник Колесников Іван Михайлович (з 21.01.1945 по 09.05.1945).

### Начальники штабу корпусу
- полковник Зелінський Василь Петрович (з 18.04.1942 по 14.01.1943);
- підполковник, з 22.05.1943 полковник Бабицький Яків Іванович (з 14.01.1943 по 11.05.1945).

## В складі діючої армії
- з 16 квітня 1942 року по 13 серпня 1943 року;
- з 31 жовтня 1943 року по 14 листопада 1944 року;
- з 23 березня 1945 року по 11 травня 1945 року.

## Нагороди й почесні найменування
- «Двинський» (Наказ ВГК від 27.07.1944) — за вмілі дії особового складу, що сприяли військам 2-го Прибалтійського фронту при оволодінні містом Двинськ.
- Орден Червоного Прапора
- Орден Суворова II ступеня
- Орден Кутузова II ступеня

## Відомі воїни корпусу
1. Абрамов Костянтин Миколайович — підполковник, командир 70-ї танкової бригади.
2. Кукін Олексій Васильович — капітан, командир танкового батальйону 24-ї танкової бригади.
3. Русін Микита Іванович — старшина, механік-водій танка.
4. Семенченко Кузьма Олександрович — генерал-майор танкових військ, командир 5-го танкового корпусу.

## Цікаві факти
У складі 5-го танкового корпусу з травня 1944 року по травень 1945 року перебував сімейний екіпаж танку «Колима» родини Бойко. Командир танка — Бойко Олександра Леонтіївна, механік-водій — Бойко Іван Федорович. Для придбання танка родина внесла у Фонд оборони 50 тисяч карбованців власних заощаджень.